# 京都府道608号温江加悦線
京都府道608号温江加悦線（きょうとふどう608ごう あつえかやせん）は、京都府与謝郡与謝野町を通る一般府道である。

## 概要
与謝郡与謝野町字温江から与謝郡与謝野町字加悦に至る。
与謝郡与謝野町加悦地区東部の温江と加悦市街地を連絡する路線である。いわゆる平成の大合併以前も加悦町で完結していた。国道176号と与謝野町役場加悦庁舎を結ぶ路線として、災害時に物資等を輸送する第二次緊急輸送路に指定されている。
終点付近の加悦市街地は製織町として重要伝統的建造物群保存地区に選定されており、沿線には京都府指定の有形文化財が散在する。本路線が経由する国道176号旧道のさらに旧道が旧街道となっており、与謝郡与謝野町では一帯を「ちりめん街道」の名称を付して観光に力を入れている。

### 路線データ
- 起点：与謝郡与謝野町字温江（兵庫県道・京都府道705号中藤加悦線上）
- 終点：与謝郡与謝野町字加悦（兵庫県道・京都府道705号中藤加悦線交点）
- 総延長：2.5446 km[2]

## 路線状況
2012年（平成24年）現在も幅員狭小区間が残るため、改良工事を順次進めている。起点から国道176号交点の温江交差点までは重複区間となっており、起点と終点で同じ路線と接続している。

### 重複区間
- 兵庫県道・京都府道705号中藤加悦線（与謝郡与謝野町字温江（起点） - 与謝郡与謝野町字温江・温江交差点）

### 道路施設

#### 橋梁
- 順気橋（野田川、与謝郡与謝野町）

野田川に架かる延長35 mの橋。2011年（平成23年）より改良工事に取りかかり、2012年（平成24年）度に竣工予定。

## 地理
与謝郡与謝野町加悦地区東部の温江を起点に西進し、加悦谷を横断して加悦に向かう。国道176号旧道との交点からは北上し、市街地をクランクして現在地に移転前の旧加悦町役場角の交点に至る。かつては昭和の大合併以前に同じ桑飼村として属していた明石とを結ぶ京都府道610号温江明石線（当時）とも交差していたが、国道176号加悦谷バイパスと並走することから、バイパス道路の開通後しばらくして町道へ移管し廃止されている。

### 通過する自治体
- 京都府
  - 与謝郡与謝野町

### 交差する道路
| 交差する道路                                                              | 交差する場所 | 交差する場所 |
| ------------------------------------------------------------------------- | ------------ | ------------ |
| 兵庫県道・京都府道705号中藤加悦線 重複区間起点                            | 字温江       | 起点         |
| 国道176号 / 加悦谷バイパス 兵庫県道・京都府道705号中藤加悦線 重複区間終点 | 字温江       | 温江交差点   |
| 京都府道803号加悦岩滝自転車道線                                           | 字加悦       |              |
| 兵庫県道・京都府道705号中藤加悦線                                         | 字加悦       | 終点         |

### 沿線
自然
- 野田川

官公庁・公共施設
- 与謝野町役場加悦庁舎

教育
- 与謝野町立加悦中学校
- 与謝野町立加悦小学校

金融機関・郵便局
- 加悦郵便局
- 京都北都信用金庫加悦支店

神社・仏閣
- 大虫神社
- 小虫神社
- 天満神社
- 実相寺
- 浄福寺

余暇・観光
- 西光寺庭園
- ちりめん街道
- 旧加悦鉄道 加悦駅舎（加悦鉄道資料館）
- 旧加悦町役場